# Get Down on It

"Get Down on It" é uma canção do grupo americano Kool & The Gang do álbum Something Special, em 1981.

## Formatos e faixas
UK CD Single
1. "Get Down On It" (Radio Edit) - 3:36
2. "Get Down On It" (Obi & Josh Mix) - 4:01
3. "Elements" - 3:40
4. "Welcome To The Show" - 3:30
5. "Ballad Medley" - 5:24
6. "When Summer's Gone" (Live At Riverside) [Enhanced CD]

## Desempenho nas paradas
| Chart (2004)                     | Peak position |
| -------------------------------- | ------------- |
| Austrian Singles Chart           | 41            |
| Belgian (Flanders) Singles Chart | 24            |
| Dutch Singles Chart              | 8             |
| German Singles Chart             | 29            |
| Finland Singles Chart            | 16            |
| Ireland Singles Chart            | 47            |
| Spanish Singles Chart            | 3             |
| Swiss Singles Chart              | 35            |